# Helen Donath
Pour les articles homonymes, voir Donath.
 (juin 2024).
Si vous disposez d'ouvrages ou d'articles de référence ou si vous connaissez des sites web de qualité traitant du thème abordé ici, merci de compléter l'article en donnant les références utiles à sa vérifiabilité et en les liant à la section « Notes et références ».
 (juin 2024).
 (juin 2024).
La mise en forme du texte ne suit pas les recommandations de Wikipédia : il faut le « wikifier ».
Les points d'amélioration suivants sont les cas les plus fréquents. Le détail des points à revoir est peut-être précisé sur la page de discussion.
- Les titres sont pré-formatés par le logiciel. Ils ne sont ni en capitales, ni en gras.
- Le texte ne doit pas être écrit en capitales (les noms de famille non plus), ni en gras, ni en italique, ni en « petit »…
- Le gras n'est utilisé que pour surligner le titre de l'article dans l'introduction, une seule fois.
- L'italique est rarement utilisé : mots en langue étrangère, titres d'œuvres, noms de bateaux, etc.
- Les citations ne sont pas en italique mais en corps de texte normal. Elles sont entourées par des guillemets français : « et ».
- Les listes à puces sont à éviter, des paragraphes rédigés étant largement préférés. Les tableaux sont à réserver à la présentation de données structurées (résultats, etc.).
- Les appels de note de bas de page (petits chiffres en exposant, introduits par l'outil «  Source ») sont à placer entre la fin de phrase et le point final[comme ça].
- Les liens internes (vers d'autres articles de Wikipédia) sont à choisir avec parcimonie. Créez des liens vers des articles approfondissant le sujet. Les termes génériques sans rapport avec le sujet sont à éviter, ainsi que les répétitions de liens vers un même terme.
- Les liens externes sont à placer uniquement dans une section « Liens externes », à la fin de l'article. Ces liens sont à choisir avec parcimonie suivant les règles définies. Si un lien sert de source à l'article, son insertion dans le texte est à faire par les notes de bas de page.
- La présentation des références doit suivre les conventions bibliographiques. Il est recommandé d'utiliser les modèles {{Ouvrage}}, {{Chapitre}}, {{Article}}, {{Lien web}} et/ou {{Bibliographie}}. Le mode d'édition visuel peut mettre en forme automatiquement les références.
- Insérer une infobox (cadre d'informations à droite) n'est pas obligatoire pour parachever la mise en page.

Pour une aide détaillée, merci de consulter Aide:Wikification.
Si vous pensez que ces points ont été résolus, vous pouvez retirer ce bandeau et améliorer la mise en forme d'un autre article.
Helen Jeanette Donath, née Erwin le 10 juillet 1940 à Corpus Christi (Texas), est une chanteuse lyrique soprano américaine, dont la carrière s'étend sur une cinquantaine d'années.

## Enregistrements
Helen Donath a participé à de nombreux enregistrements d'opéras ou d'opérettes. Parmi ses prestations les plus connues, on peut notamment mentionner son interprétation de Sophie, dans Le Chevalier à la rose, de Richard Strauss, et celui d'Eva dans Les Maîtres chanteurs de Nürenberg, de Wagner.
- Beethoven : Fidelio (rôle de Marcelline), avec Helga Dernesch, Jon Vickers, Zoltán Kelemen, Karl Ridderbusch, José van Dam, Chœurs des Deutsche Oper, Berlin et Berliner Philharmoniker, (dir.) Herbert von Karajan (EMI)
- Gluck : Orfeo ed Euridice (rôle de l'Amour), avec Marilyn Horne, Pilar Lorengar, et le Royal Opera House Orchestra, (dir.) Sir Georg Solti (Decca)
- Puccini : Gianni Schicchi (rôle de Lauretta), avec Rolando Panerai, Vera Baniewicz, Peter Seiffert, Munich Radio Symphony Orchestra, et Bavarian Radio Chorus, (dir.) Giuseppe Patanè (RCA)
- Lehár : Le Pays du sourire (rôle d'Hanna), avec Brigitte Lindner, Siegfried Jerusalem, Martin Finke, Chor des Bayerischen Rundfunks et Münchner Rundfunkorchester, (dir.) Willi Boskovsky (EMI)
- Lehár : Le Pays du sourire (Das Land des Lächelns, rôle de Lisa), avec Martin Finke, Klaus Hirte, Siegfried Jerusalem, Brigitte Lindner, Chor des Bayerischen Rundfunks, et Münchner Rundfunkorchester, (dir.) Willi Boskovsky (EMI)
- Richard Strauss, : Arabella (rôle de Zdenka), avec Júlia Varady, Dietrich Fischer-Dieskau, Walter Berry, Helga Schmidt, Elfriede Hobarth, Adolf Dallapozza, et Bavarian State Orchestra and Opera Chorus, (dir.) Wolfgang Sawallisch (Orfeo)
- Richard Strauss : Der Rosenkavalier (rôle de Sophie), avec Régine Crespin, Yvonne Minton, Manfred Jungwirth, Vienna Philharmonic Orchestra, and Sir Georg Solti (Decca)
- Verdi : Un ballo in maschera (rôle d'Oscar), avec Luciano Pavarotti, Sherrill Milnes, Renata Tebaldi, Regina Resnik, et Orchestra dell'Accademia Nazionale di Santa Cecilia, (dir.) Bruno Bartoletti (Decca)
- Mozart : Die Zauberflöte (rôle de Pamina), avec Günther Leib, Peter Schreier, Leipzig Radio Chorus Orchestra, Staatskapelle Dresden Orchestra (RCA)
- Monteverdi : L'incoronazione di Poppea (rôle de Poppea), avec Elisabeth Söderström, Cathy Berberian, Paul Esswood, et le Concentus Musicus Wien, (dir.) Nikolaus Harnoncourt (Teldec)
- Wagner : Die Meistersinger von Nürnberg (rôle d'Eva), avec René Kollo, Theo Adam, Peter Schreier, Geraint Evans, Karl Ridderbusch, Chor der Staatsoper Dresden, Chor des Leipziger Rundfunks et Staatskapelle Dresden, (dir.) Herbert von Karajan (EMI)
- Haydn : L'anima del filosofo, avec Robert Swensen, Sylvia Greenberg, Thomas Quasthoff, Paul Hansen, Azuko Suzuki, Bavarian Radio Chorus and Munich Radio Orchestra, (dir.) Leopold Hager (Orfeo)
- Humperdinck : Hänsel und Gretel, avec Anna Moffo, Christa Ludwig, Dietrich Fischer-Dieskau, Charlotte Berthold, Arleen Auger, Lucia Popp, le Münchner Rundfunkorchester, le Tölzer Knabenchor, et Kurt Eichhorn en tant que chef d'orchestre (RCA 1999)
- Hindemith Sancta Susanna, dans le rôle de Susanna avec Gabriele Schnaut (Klementia) et Gabriele Schreckenbach (vieilles nonnes), Janis Martin, Damen des RIAS Kammerchors, Radio-Symphonie-Orchesster Berlin, Gerd Albrecht, chef d'orchestre
- Benjamin Britten : The Turn of the Screw (rôle de la Gouvernante), avec Michael Ginn, Robert Tear, Ava June, Lillian Watson, Heather Harper, et l'orchestre du Royal Opera House, (dir.) Sir Colin Davis, (Philips 1985)

Autres enregistrements
- Bach : Oratorio de Noël / Schreier
- Bach : Cantates BWV 119–121 / Rilling
- Bach : Cantates de Pâques / Rilling
- Bach : Magnificat / Gönnenwein
- Bach : Passion selon saint Matthieu / K. Richter (DVD)
- Bach : Passion selon saint Jean / K. Richter (DVD)
- Beethoven : Fidelio / Leonard Bernstein
- Beethoven : Missa Solemnis / Kubelik
- Beethoven : Symphonie nº 9 / Celibidache
- Beethoven : Symphonie nº 9 / Kubelik
- Blendinger: Media in Vita, Sawallisch, avec Hermann Becht, Bayerisches Staatsorchester
- Bizet : Carmen / Lorin Maazel
- Debussy : Pelléas et Mélisande / Kubelik
- Flotow : Alessandro Stradella ; Lortzing/ Wallberg, Schartner
- Gluck : Orfeo ed Euridice / Solti
- Haendel : Le Messie / K. Richter
- Haydn : La vera costanza / Doráti
- Haydn : La Création, Les Saisons / Koch
- Humperdinck: Königskinder / Wallberg
- Lehár : La Veuve joyeuse (rôle de Valencienne), avec le Bavarian Radio Chorus and Munich Radio Orchestra, sous la direction de Heinz Wallberg (EMI)
- Mahler : Symphonie No. 4 / Inbal
- Mozart : Così fan tutte / Honeck (DVD)
- Mozart : Messe en ut mineur, Messe en do majeur, Requiem / C. Davis
- Mozart : Die Zauberflöte / Suitner
- Mozart : Don Giovanni / Barenboim
- Mozart : La finta semplice / Hager
- Mozart : Le nozze di Figaro / C. Davis
- Mozart : Lucio Silla / Hager
- Mozart : Airs inconnus pour soprano / Donath
- Nicolai : Les Joyeuses Commères de Windsor / Klee
- Pfitzner: Das Christ-Elflein (de) / Eichhorn
- Pfitzner: Palestrina / Kubelik
- Schubert : Œuvres sacrées / Sawallisch
- Schubert : Der Hirt auf dem Felsen / Donath
- Schubert : Messes, etc. / Sawallisch
- Schubert : Cantate Lazarus avec Wolfgang Sawallisch, Bavarian Radio Orchestra
- Schumann: Requiem, etc. / Klee,
- Schumann : Der Rose Pilgerfahrt, Op. 112, Sawallisch
- Wagner : Der Ring des Nibelungen / Karajan, Berlin
- Weber : Der Freischütz / Sawallisch